# Stanisław Bojanowski (nauczyciel)
Stanisław Bojanowski (ur. 1 września 1906 w Lelicach, zm. 26 marca 1999 w Warszawie) – polski nauczyciel, inspektor szkolny, podczas II wojny światowej podporucznik Wojska Polskiego.

## Życiorys
Uczeń szkoły powszechnej w Bielsku. W 1928 ukończył Seminarium Nauczycielskie Męskie im. Bolesława Krzywoustego w Płocku, uzyskując dyplom nauczyciela. Następnie rozpoczął pracę zawodową jako nauczyciel w szkole powszechnej w Nowym Mieście w powiecie płońskim. W 1932 podjął pracę nauczyciela w Szkole Powszechnej im. Bolesława Krzywoustego w Płońsku.
Oprócz pracy zawodowej angażował się w działalność Towarzystwa Gimnastycznego „Sokół” i Związku Oficerów Rezerwy RP. W ramach obowiązkowej służby wojskowej odbył pełny kurs szkolenia podchorążych w Szkole Podchorążych Rezerwy Piechoty Nr 4 w Tomaszowie Mazowieckim, uzyskując stopień sierżanta podchorążego, a także kurs oficerski dowódców kompanii w Szkole Podchorążych Rezerwy Piechoty w Zambrowie, po którym uzyskał stopień podporucznika.
W czasie II wojny światowej w kampanii wrześniowej, jako oficer rezerwy 32 pp, dowodził kompanią piechoty w obronie Twierdzy Modlin na odcinku Zakroczym, a następnie w Fort I. Po kapitulacji obrońców Modlina wraz z innymi polskimi oficerami został uwięziony przez Niemców na początku w Działdowie, a potem w obozie jenieckim Oflag II B Arnswalde i następnie w Oflag II C Woldenberg w części „Wschód”. W niewoli niemieckiej, z numerem obozowym 1660, przebywał od 29 września 1939 do ewakuacji obozu pod koniec stycznia 1945. Odzyskał wolność 30 stycznia 1945 wyzwolony przez wojska radzieckie.
W 1945 wraz z rodziną zamieszkał w Płocku, gdzie rozpoczął pracę nauczyciela. W 1948 objął funkcję inspektora szkolnego, którą sprawował do przejścia na emeryturę w 1966. Na emeryturze podjął pracę bibliotekarza w płockiej Bibliotece Pedagogicznej, którą ostatecznie zakończył w 1972. Ponadto działał m.in. w płockim oddziale Związku Nauczycielstwa Polskiego i powiatowej komisji do walki z analfabetyzmem.
Został pochowany na Cmentarzu Miejskim w Płocku.

## Rodzina
Urodził się w rodzinie Wacława (ur. w 1861 w Warszewce, zm. 28 czerwca 1911 w Lelicach) i Antoniny Jops. W dniu 27 sierpnia 1930 w Płońsku ożenił się z Jadwigą Kulczycką (1905–2002), z którą miał dwoje dzieci: Barbarę, lekarza medycyny (1934) i Janusza (1937–2016), lekarza weterynarii.

## Odznaczenia
- Krzyż Kawalerski Orderu Odrodzenia Polski (1966)
- Złoty Krzyż Zasługi (1958)
- Srebrny Krzyż Zasługi (1953)[8]
- Medal „Za udział w wojnie obronnej 1939” (1982)
- Medal Komisji Edukacji Narodowej (1982)
- Złota Odznaka „Za zasługi dla województwa warszawskiego” (1962)
- Odznaka Honorowa Polskiego Czerwonego Krzyża (1953)
- Medal 10-lecia Polski Ludowej (1955)[9]
- Złota Odznaka LZS (1963)
- Odznaka „Przyjaciel dziecka” (1963)
- Złota Odznaka ZNP (1965)